# Denkmäler der Tonkunst in Österreich

Les Denkmäler der Tonkunst in Österreich (Monuments de l'art musical autrichien) est une édition historique de la musique classique de l'Autriche, qui couvre les périodes Musique de la Renaissance, baroque et classique. Elle a été publiée entre 1894 et 1952.

## Contenu
| Volume  | Année | Compositeur                                                                                          | Œuvres | Jahrgang                       |
| ------- | ----- | --- | --- | ------------------------------ |
| 1       | 1894  | Johann Joseph Fux                                                                                    | Messen | Dm.d.Tk.in Oest. I.            |
| 2       | 1894  | Georg Muffat                                                                                         | Florilegium Primum für Streichinstrumente                                                                             | Dm.d.Tk.in Oest. Ia.           |
| 3       | 1895  | Johann Joseph Fux                                                                                    | Motetten I | Dm.d.Tk.in Oest. II.           |
| 4       | 1895  | Georg Muffat                                                                                         | Florilegium Secundum für Streichinstrumente                                                                           | Dm.d.Tk.in Oest. IIa.          |
| 5       | 1896  | Johann Stadlmayr                                                                                     | Hymnen | Dm.d.Tk.in Oest. III.1         |
| 6       | 1896  | Antonio Cesti                                                                                        | Il Pomo d'oro (Prolog und 1. Akt)                                                                                     | Dm.d.Tk.in Oest. III.2         |
| 7       | 1897  | Gottlieb Muffat                                                                                      | Componimenti Musicali per il Cembalo                                                                                  | .                              |
| 8       | 1897  | Johann Jakob Froberger                                                                               | Orgel- und Clavierwerke I                                                                                             | .                              |
| 9       | 1897  | Antonio Cesti                                                                                        | Il Pomo d'oro (2.-5. Akt)                                                                                             | Dm.d.Tk.in Oest. IV.2          |
| 10      | 1898  | Heinrich Isaac                                                                                       | Choralis Constantinus I                                                                                               | Dm. d. Tk. Oest. V. I.         |
| 11      | 1898  | Heinrich Ignaz Franz von Biber                                                                       | 8 Violin Sonatas, C 138-145                                                                                           | Dm. d. Tk. Oest. V. II.        |
| 12      | 1899  | Jacob Handl (Gallus)                                                                                 | Opus musicum I | .                              |
| 13      | 1899  | Johann Jakob Froberger                                                                               | Clavierwerke II | .                              |
| 14/15   | 1900  | Verschiedene Komponisten (différents compositeurs)                                                   | Trienter Codices I | Dm.d.Tk.in Oest.VII.           |
| 16      | 1901  | Andreas Hammerschmidt                                                                                | Dialogi oder Gespräche der gläubigen Seele mit Gott I                                                                 | Dm.d.Tk.in Oest. VIII.1.       |
| 17      | 1901  | Johann Pachelbel                                                                                     | 94 Kompositionen für Orgel oder Clavier                                                                               | .                              |
| 18      | 1902  | Oswald von Wolkenstein                                                                               | Geistliche und weltliche Lieder                                                                                       | Dm.d.Tk.in Oest. IX.1.         |
| 19      | 1902  | Johann Joseph Fux                                                                                    | Instrumentalwerke I                                                                                                   | .                              |
| 20      | 1903  | Heinrich Ignaz Franz von Biber (fälschlicherweise Orazio Benevoli zugeschrieben)                     | Missa Salisburgensis und Plaudite tympana zur Einweihung des Domes in Salzburg 1628                                   | Dm.d.Tk.in Oest.X.1.           |
| 21      | 1903  | Johann Jakob Froberger                                                                               | Orgel- und Clavierwerke III                                                                                           | .                              |
| 22      | 1904  | Verschiedene Komponisten (différents compositeurs)                                                   | Trienter Kodices II                                                                                                   | Dm. d. Tk. in Oest.XI.1.       |
| 23      | 1904  | Georg Muffat                                                                                         | Concerti grossi I | Dm. d. Tk. in Oest.XI.2.       |
| 24      | 1905  | Jacob Handl (Gallus)                                                                                 | Opus musicum II | .                              |
| 25      | 1905  | Heinrich Biber                                                                                       | Violinsonaten II (Rosenkranzsonaten)                                                                                  | Dm. d. Tk. in Oest. XII. 2.    |
| 26      | 1906  | Antonio Caldara                                                                                      | Kirchenwerke | Dm. d. Tk. in Oest. XIII. 1.   |
| 27      | 1906  | Alessandro Poglietti, Ferdinand Tobias Richter, Georg Reutter der Ältere                             | Wiener Klavier und Orgelwerke aus der zweiten Hälfte des 17. Jahrhunderts                                             | Dm. d. Tk. in Oest. XIII. 2.   |
| 28      | 1907  | Heinrich Isaac                                                                                       | Weltliche Werke | Dm. d. Tk. in Oest. XIV. 1.    |
| 29      | 1907  | Michael Haydn                                                                                        | Instrumentalwerke I                                                                                                   | .                              |
| 30      | 1908  | Jacob Handl (Gallus)                                                                                 | Opus musicum III | .                              |
| 31      | 1908  | Verschiedene Komponisten (différents compositeurs)                                                   | Wiener Instrumentalmusik vor und um 1750 I                                                                            | Dm. d. Tk. in Oest. XV.2.      |
| 32      | 1909  | Heinrich Isaac                                                                                       | Choralis Constantinus II                                                                                              | .                              |
| 33      | 1909  | Johann Georg Albrechtsberger                                                                         | Instrumentalwerke | .                              |
| 34/35   | 1910  | Johann Joseph Fux                                                                                    | Costanza e fortezza                                                                                                   | .                              |
| 36      | 1911  | Ignaz Umlauf                                                                                         | Die Bergknappen | Dm. d. Tk. in Oest. XVIII.1.   |
| 37      | 1911  | Verschiedene Komponisten (différents compositeurs)                                                   | Dm.d.Tk. in Oest. XVIII.2.                                                                                            |                                |
| 38      | 1912  | Verschiedene Komponisten (différents compositeurs)                                                   | Trienter Codices III                                                                                                  | Dm.d.Tk.in Oest.XIX. 1.        |
| 39      | 1912  | Verschiedene Komponisten (différents compositeurs)                                                   | Wiener Instrumentalmusik vor und um 1750 II                                                                           | Dm. d. Tk. in Oest. XIX. 2.    |
| 40      | 1913  | Jacob Handl (Gallus)                                                                                 | Opus musicum IV | .                              |
| 41      | 1913  | Gesänge von Frauenlob                                                                                | Reinmar v. Zweter und Alexander                                                                                       | .                              |
| 42-44   | 1914  | Florian Leopold Gassmann                                                                             | La Contessina | .                              |
| 44a     | 1914  | Christoph Willibald Gluck                                                                            | Orfeo ed Euridice | .                              |
| 45      | 1915  | Michael Haydn                                                                                        | Drei Messen Missa Sti. Francisci, Missa in Dominica Palmarum, Missa tempore Quadragesima MH 553                       | Dm.d.Tk.in Oest.XXII.1.        |
| 46      | 1916  | Antonio Draghi                                                                                       | Kirchenwerke | .                              |
| 47      | 1916  | Johann Joseph Fux                                                                                    | Concentus musico-instrumentalis                                                                                       | Dm.d.Tk. in Oest.XXIII. 2(47)  |
| 48      | 1917  | Jacob Handl (Gallus)                                                                                 | Opus musicum V | .                              |
| 49      | 1918  | Verschiedene Komponisten (différents compositeurs)                                                   | Messen von Heinrich Biber, Heinrich Schmeltzer, Johann Caspar Kerl                                                    | Dm.d.Tk. in Oest.XXV (49)      |
| 50      | 1918  | Verschiedene Komponisten (différents compositeurs)                                                   | Österreichische Lautenmusik zwischen 1650 und 1720                                                                    | Dm.d.Tk. in Oest.XXV. (50)     |
| 51/52   | 1919  | Jacob Handl (Gallus)                                                                                 | Opus musicum VI | .                              |
| 53      | 1920  | Verschiedene Komponisten (différents compositeurs)                                                   | Trienter Codices IV                                                                                                   | Dm. d. Tk. in Oest.XXVII (53)  |
| 54      | 1920  | Verschiedene Komponisten (différents compositeurs)                                                   | Das Wiener Lied von 1778 bis Mozarts Tod                                                                              | .                              |
| 55      | 1921  | Johann Ernst Eberlin                                                                                 | Oratorium Der blutschwitzende Jesus                                                                                   | .                              |
| 56      | 1921  | Johann Heinrich Schmelzer, Johann Josef Hoffer, Alessandro Poglietti                                 | Wiener Tanzmusik in der zweiten Hälfte des 17. Jahrhunderts                                                           | Dm.d.Tk. in Oest.XXVII. (56)   |
| 57      | 1922  | Claudio Monteverdi                                                                                   | Il Ritorno d'Ulisse in Patria                                                                                         | Dm. d. Tk. in Oest. XXIX. 57.  |
| 58      | 1922  | Gottlieb Muffat                                                                                      | 12 Toccaten und 72 Versetl für Orgel und Klavier                                                                      | Dm. d. Tk. in Oest. XXIX. 58.  |
| 59      | 1923  | Heinrich Biber, Christoph Strauss (en), Johann Caspar Kerll                                          | Drei Requiem für Soli Chor Orchester aus dem 17. Jahrhundert                                                          | .                              |
| 60      | 1923  | Christoph Willibald Gluck                                                                            | Don Juan | .                              |
| 61      | 1924  | Verschiedene Komponisten (différents compositeurs)                                                   | Trienter Codices V | Dm. d. Tk. in Oest.XXXI 61     |
| 62      | 1925  | Michael Haydn                                                                                        | Kirchenwerke | .                              |
| 63      | 1925  | Johann Strauss (Sohn)                                                                                | Drei Walzer. "Morgenblätter", "An der schönen blauen Donau", "Neu-Wien"                                               | Dm. d. Tk. in Oest.XXXII. 63   |
| 64      | 1926  | Verschiedene Komponisten (différents compositeurs)                                                   | Deutsche Komödienarien 1754–1758 I                                                                                    | .                              |
| 65      | 1926  | Joseph Lanner                                                                                        | Ländler und Walzer | .                              |
| 66      | 1927  | Johann Baptist Schenk                                                                                | Der Dorfbarbier | .                              |
| 67      | 1928  | Emanuel Aloys Förster                                                                                | Kammermusik | .                              |
| 68      | 1928  | Johann Strauss                                                                                       | Acht Walzer | Dm.d.Tk.in Oest. XXXV/2 (68) 1 |
| 69      | 1929  | Steffano Bernardi                                                                                    | Kirchenwerke | .                              |
| 70      | 1929  | Paul Peuerl (en) – Isaac Posch                                                                       | Instrumental- und Vokalwerke                                                                                          | .                              |
| 71      | 1930  | Verschiedene Komponisten (différents compositeurs)                                                   | Lieder von Neidhart (von Reuenthal)                                                                                   | .                              |
| 72      | 1930  | Verschiedene Komponisten (différents compositeurs)                                                   | Das deutsche Gesellschaftslied in Österreich von 1480 bis 1550                                                        | .                              |
| 73      | 1931  | Blasius Amon (en)                                                                                    | Kirchenwerke I | .                              |
| 74      | 1931  | Josef Strauss                                                                                        | Drei Walzer | .                              |
| 75      | 1932  | Antonio Caldara                                                                                      | Kammermusik für Gesang                                                                                                | Dm.d.Tk.in Oest. XXXIX 75      |
| 76      | 1933  | Verschiedene Komponisten (différents compositeurs)                                                   | Trienter Codices VI                                                                                                   | Dm.d.Tk.in Oest.XL 76          |
| 77      | 1934  | Verschiedene Komponisten (différents compositeurs)                                                   | Italienische Musiker und das Kaiserhaus 1567–1625                                                                     | .                              |
| 78      | 1935  | Jacob Handl (Gallus)                                                                                 | Sechs Messen | .                              |
| 79      | 1935  | Verschiedene Komponisten (différents compositeurs)                                                   | Das Wiener Lied von 1792 bis 1815                                                                                     | Dm.d.Tk.in Oest.XLII 79        |
| 80      | 1936  | Verschiedene Komponisten (différents compositeurs)                                                   | Salzburger Kirchenkomponisten Carl H. Biber , M. S. Biechteler , J. Ernst Eberlin , A. C. Adlgasser                   | .                              |
| 81      | 1936  | Carl Ditters von Dittersdorf                                                                         | Instrumentalwerke | .                              |
| 82      | 1937  | Christoph Willibald Gluck                                                                            | L'innocenza giustificata                                                                                              | .                              |
| 83      | 1938  | Florian Leopold Gassmann                                                                             | Kirchenwerke | .                              |
| 84      | 1942  | Verschiedene Komponisten (différents compositeurs)                                                   | Wiener Lautenmusik im 18. Jahrhundert                                                                                 | .                              |
| 85      | 1947  | Johann Joseph Fux                                                                                    | Werke für Tasteninstrumente                                                                                           | .                              |
| 86      | 1949  | Georg Paul Falk, Johann Elias de Sylva, Franz Sebastian Haindl, Nonnosus Madlseder, Stefan Paluselli | Tiroler Instrumentalmusik im 18. Jahrhundert                                                                          | .                              |
| 87      | 1951  | Nicolaus Zangius                                                                                     | Geistliche und weltliche Gesänge                                                                                      | .                              |
| 88      | 1952  | Georg Reutter der Jüngere                                                                            | Kirchenwerke. Missa S. Caroli, Requiem in C-Moll, Salve Regina, Ecce quomodo moritur                                  | .                              |
| 89      |       | Georg Muffat                                                                                         | Armonico tributo 1682. Sechs Concerti grossi 1701                                                                     | .                              |
| 90      |       | Verschiedene Komponisten (différents compositeurs)                                                   | Niederländische und italienische Musiker der Grazer Hofkapelle Karls II. (1564–1590)                                  | .                              |
| 91      |       | Antonio Caldara                                                                                      | Dafne | .                              |
| 92      | 1956  | Heinrich Ignaz Franz von Biber                                                                       | Harmonia artificiosa-ariosa diversimode accordata                                                                     | OeBV 6711,8                    |
| 93      |       | Johann Heinrich Schmelzer                                                                            | Sonatae unarum fidium 1664. Violinsonaten handschriftlicher Überlieferung                                             | OeBV 6711,9                    |
| 94/95   |       | Jacobus Gallus                                                                                       | Fünf Messen zu acht und sieben Stimmen quam foro pluribus fidibus concinnatum et concini aptum (1683)                 | .                              |
| 96      | 1960  | Heinrich Ignaz Franz von Biber                                                                       | Mensa Sonora seu Musica Instrumentalis (1680)                                                                         | .                              |
| 97      | 1960  | Heinrich Ignaz Franz von Biber                                                                       | Fidicinium sacroprofanum (1683)                                                                                       | .                              |
| 98      |       | Jacobus Vaet                                                                                         | Sämtliche Werke I | .                              |
| 99      |       | Arnold von Bruck                                                                                     | Sämtliche lateinische Motetten und andere unedierte Werke                                                             | .                              |
| 100     |       | Jacobus Vaet                                                                                         | Sämtliche Werke II | .                              |
| 101/102 |       | Verschiedene Komponisten (différents compositeurs)                                                   | Geistliche Solomotetten des 18. Jahrhunderts                                                                          | .                              |
| 103/104 |       | Jacobus Vaet                                                                                         | Sämtliche Werke III                                                                                                   | .                              |
| 105     |       | Johann Heinrich Schmelzer                                                                            | Duodena selectarum sonatarum (1659). Werke handschriftlicher Überlieferung                                            | .                              |
| 106/107 | 1963  | Heinrich Ignaz Franz von Biber                                                                       | Sonatae tam Aris quam Aulis Servientes (1676)                                                                         | .                              |
| 108/109 |       | Jacobus Vaet                                                                                         | Sämtliche Werke IV | .                              |
| 110     |       | Tiburtio Massaino                                                                                    | Liber primus cantionum ecclesiasticarum (1592) Drei Instrumentalcanzonen (1608)                                       | .                              |
| 111/112 |       | Johann Heinrich Schmelzer                                                                            | Sacro-profanus Concentus musicus fidium aliorumque instrumentorum (1662)                                              | .                              |
| 113/114 |       | Jacobus Vaet                                                                                         | Sämtliche Werke V | .                              |
| 115     |       | Verschiedene Komponisten (différents compositeurs)                                                   | Suiten für Tasteninstrumente von und um Franz Mathias Techelmann                                                      | .                              |
| 116     |       | Jacobus Vaet                                                                                         | Sämtliche Werke VI | .                              |
| 117     |       | Jacobus Gallus                                                                                       | Drei Messen zu sechs Stimmen                                                                                          | .                              |
| 118     |       | Jacobus Vaet                                                                                         | Sämtliche Werke VII                                                                                                   | .                              |
| 119     |       | Jacobus Gallus                                                                                       | Fünf Messen zu vier bis sechs Stimmen                                                                                 | .                              |
| 120     |       | Verschiedene Komponisten (différents compositeurs)                                                   | Trienter Codices VII                                                                                                  | .                              |
| 121     |       | Verschiedene Komponisten (différents compositeurs)                                                   | Deutsche Komödienarien 1754–1758 II                                                                                   | .                              |
| 122     |       | Hieronymus Bildstein                                                                                 | Orpheus christianus (1624) I                                                                                          | .                              |
| 123     |       | Alard du Gaucquier                                                                                   | Sämtliche Werke | .                              |
| 124     |       | Verschiedene Komponisten (différents compositeurs)                                                   | Komponisten der Fürstlich Esterhazyschen Hofkapelle. Luigi Tomasini. Ausgewählte Instrumentalwerke                    | .                              |
| 125     |       | Verschiedene Komponisten (différents compositeurs)                                                   | Frühmeister des Stile Nuovo in Österreich. Bartolomeo Mutis conte di Cesena, Francesco degli Atti, Giovanni Valentini | .                              |
| 126     |       | Hieronymus Bildstein                                                                                 | Orpheus christianus (1624) II                                                                                         | .                              |
| 127     | 1976  | Heinrich Ignaz Franz Biber                                                                           | Instrumentalwerke handschriftlicher Überlieferung                                                                     | .                              |
| 128     |       | Romanus Weichlein                                                                                    | Encaenia musices (1695) I                                                                                             | .                              |
| 129     |       | Andreas Christophorus Clamer                                                                         | Mensa harmonica (Rudolf Scholz - Karl Schütz)                                                                         | .                              |
| 130     |       | Romanus Weichlein                                                                                    | Encaenia musices II                                                                                                   | .                              |
| 131     |       | Anton Cajetan Adlgasser                                                                              | Drei Sinfonien | .                              |
| 132     |       | Johann Bernhard Staudt                                                                               | Ferdinandus Quintus Rex Hispaniae Maurorum Domitor                                                                    | .                              |
| 133     |       | Verschiedene Komponisten (différents compositeurs)                                                   | Parodiemagnificat aus dem Umkreis der Grazer Hofkapelle (1564–1619)                                                   | .                              |
| 134     |       | Salomon Sulzer                                                                                       | Schir Zion (1839) I. Sabbathliche Gesänge                                                                             | .                              |
| 135     |       | William Young                                                                                        | Sonate a 3, 4, e 5,                                                                                                   | .                              |
| 136     |       | Anton Diabelli                                                                                       | Anton Diabellis Vaterländischer Künstlerverein. Zweite Abteilung (Wien 1824)                                          | .                              |
| 137     |       | Johann Jakob Stupan von Ehrenstein (de)                                                              | Armonia Compendiosa (1703). Rosetum musicum (1702)                                                                    | .                              |
| 138/139 |       | Alexander Utendal                                                                                    | Bußpsalmen und Orationen (1570)                                                                                       | .                              |
| 140/141 |       | Verschiedene Komponisten (différents compositeurs)                                                   | "In questa tomba oscura". Giuseppe Carpanis Dichtung in 68 Vertonungen (1808–1814)                                    | .                              |
| 142-144 |       | Verschiedene Komponisten (différents compositeurs)                                                   | Huldigung der Tonsetzer Wiens an Elisabeth Kaiserin von Österreich (Wien 1854)                                        | .                              |
| 145     |       | Jacobus Vaet                                                                                         | Sämtliche Werke. Supplement                                                                                           | .                              |
| 146     |       | Antonio Salieri                                                                                      | Messe in B-Dur (1809)                                                                                                 | .                              |
| 147/148 |       | Wolfgang Schmeltzl (de)                                                                              | Guter seltzamer und kunstreicher teutscher Gesang                                                                     | .                              |
| 149     |       | Pieter Maessins                                                                                      | Sämtliche Werke | .                              |
| 150     |       | Joseph Lanner                                                                                        | Walzer | .                              |
| 151     | 1997  | Heinrich Ignaz Franz Biber                                                                           | Instrumentalwerke handschriftlicher Überlieferung                                                                     | .                              |
| 152     |       | Johann Bernhard Staudt                                                                               | Mulier Fortis. Drama des Wiener Jesuitenkollegium                                                                     | .                              |
| 153     |       | Heinrich Ignaz Franz Biber                                                                           | Rosenkranz-Sonaten | .                              |
| 154     |       | Karlmann Pachschmidt (de) (1700–1734)                                                                | Missa Sancti Carolomanni und Sinfonia                                                                                 | .                              |

## Pages connexes
- Denkmäler deutscher Tonkunst